# Philipp Heerwagen
Philipp Heerwagen (født 13. april 1983 i Kelheim) er en tysk fodboldspiller, der spiller for FC St. Pauli. Han har tidligere spillet for blandt andet Bayern München.